# NGC 669
NGC 669 este o galaxie spirală situată în constelația Triunghiul. A fost descoperită în 28 noiembrie 1883 de către Édouard Stephan.